# Ringe
Ringe é um município da Dinamarca, localizado na região central, no condado de Fiónia.
O município tem uma área de 154 km² e uma  população de 11 177 habitantes, segundo o censo de 2005.